# Stanisław Leszek Stadniczeńko
Stanisław Leszek Stadniczeńko (ur. 1947) – polski prawnik, profesor nauk prawnych, nauczyciel akademicki, profesor zwyczajny Akademii Ekonomiczno-Humanistycznej w Warszawie, pierwszy dziekan Wydziału Prawa i Administracji Uniwersytetu Opolskiego, specjalista w zakresie teorii państwa i prawa oraz prawa administracyjnego.

## Życiorys
W 1988 na podstawie rozprawy pt. Diagnoza potrzeb opiekuńczo-wychowawczych w działalności sądów rodzinnych uzyskał na Wydziale Prawa i Administracji Uniwersytetu Jagiellońskiego stopień naukowy doktora nauk prawnych. W 2001 na Wydziale Prawa i Administracji Uniwersytetu Marii Curie-Skłodowskiej w Lublinie na podstawie dorobku naukowego oraz rozprawy pt. Urzeczywistnianie prawa w zatrudnianiu młodocianych w okresie transformacji otrzymał stopień stopień doktora habilitowanego nauk prawnych w zakresie prawa, specjalność: teoria prawa. W 2010 prezydent RP Bronisław Komorowski nadał mu tytuł naukowy profesora nauk prawnych.
Był nauczycielem akademickim Uniwersytetu Opolskiego, w tym dyrektorem Międzywydziałowego Instytutu Prawa i Administracji UO oraz pierwszym dziekanem Wydziału Prawa i Administracji UO. Został profesorem nadzwyczajnym tej uczelni oraz m.in. kierownikiem Katedry Nauk Prawno-Ustrojowych i Katedry Metodologii Badań Prawno-Administracyjnych WPiA UO. Był zatrudniony w Wyższej Szkole Bezpieczeństwa i Ochrony w Warszawie im. Marszałka Józefa Piłsudskiego. Po odejściu z Uniwersytetu Opolskiego został profesorem zwyczajnym na Wydziale Prawa i Administracji Wyższej Szkoły Finansów i Zarządzania w Warszawie oraz prodziekanem tego wydziału.
Zasiadał w Państwowej Komisji Akredytacyjnej (Zespół Kierunków Studiów Społecznych i Prawnych).